# Aben Osvald - 3 tegnefilm for de yngste
Aben Osvald - 3 tegnefilm for de yngste er en børnefilm instrueret af Peter Hausner.

## Handling
Tre søde og enkle animationsfilm til de mindste børn. "Hund & fisk" er historien om den umulige kærlighed mellem en fisk og en hund. Og om hvordan skuffet kærlighed kan afløses af ny livsbekræftende kærlighed. "Aben Osvald" er bygget over Egon Mathiesens klassiske børnebog. Her møder vi Osvald og hans abevenner, der springer rundt i træerne og pludrer og sludrer, mens solen skinner på dem. I en farveeksplosion af gyngende aber og slyngende planter - ledsaget af Pierre Dørges jazzede musik - fortælles historien om Osvald af en syngende troubadour. I "Karla Kanin på stranden" følger vi en kaninpige med lange ører og storprikkede bukser - og hendes møde med en mariehøne.